# Sephora
Sephora là chuỗi cửa hàng mỹ phẩm của Pháp được thành lập vào năm 1969. Với gần 300 nhãn hiệu, cùng với nhãn hiệu cá nhân sở hữu riêng, Sephora cung cấp sản phẩm làm đẹp bao gồm đồ trang điểm, dưỡng da, dưỡng thể, nước hoa, sơn móng và dưỡng tóc. Sephora thuộc sở hữu của tập đoàn xa xỉ phẩm LVMH vào năm 1997. Biểu trưng Sephora là một ngọn lửa hình chữ "S" trắng nổi trên nền đen. Tên gọi này đến từ phát âm tiếng Hy Lạp Zipporah (tiếng Hy Lạp: Σεπφώρα, người vợ đẹp nhất của Moses.

## Lịch sử

### Thành lập
Sephora được thành lập lần đầu tiên vào ngày 14 tháng 8 năm 1969 tại Paris, Pháp. Sau này Sephora được mua lại bởi Dominique Mandonnaud vào năm 1993, và sáp nhập Sephora với nhãn hiệu nước hoa của mình cùng dưới tên Sephora. Mandonnaud là người khởi xướng cho việc thành lập cũng như là người đầu tiên phát triển phương thức mua sắm "tự phục vụ", nghĩa là khách hàng được phép thử và trải nghiệm sản phẩm trước khi mua.
Mandonnaud tiếp tục mở rộng Sephora vào thập niên 1990s, và khai trương cửa hàng đầu tiên tại Champs Elysees vào năm 1997. Tháng 7 năm 1997, Mandonnaud và cộng sự bán lại Sephora cho tập đoàn thời trang LVMH, nơi mà sau này đã bành trướng Sephora trên toàn thế giới cũng như mở rộng các mặt hàng buôn bán bao gồm sản phẩm chăm sóc sắc đẹp và mỹ phẩm.

## Bành trướng quốc tế ở thị trường Mỹ và Canada
Sephora khai trương cửa hàng đầu tiên ở Mỹ tại New York vào năm 1997, và cửa hàng đầu tiên ở Canada tại Toronto vào năm 2004. Văn phòn đại diện tại thị trường Bắc Mỹ tọa lạc tại San Francisco, đồng chủ quản với văn phòng đại diện tại Montreal và New York. Hiện tại, Sephora đã khai trương hơn 360 cửa tiệm tại thị trường Bắc Mỹ.

## Website
Sephora khai trương trang web mua sắm trực tuyến đầu tiên tại Mỹ vào năm 1999 và tại Canada vào năm 2003. Văn phòng đại diện của Sephora tại Canada được ra đời vào tháng 2 năm 2007 và được quản lý bởi Marie-Christine Marchives, cô từng là nhân viên của Sephora Mỹ và Sephora Pháp. Tháng 7 năm 2010, Marie quay trở về Pháp để làm quản lý cửa hàng của Sephora Pháp. Người thay thế cô tiếp quản vị trí ở văn phòng đại diện là Klaus Ryum-Larsen. Sephora hiện tại có hơn 23,00 cửa hàng hoạt động ở 33 quốc gia toàn thế giới và đạt doanh thu hơn 4 tỉ đôla Mỹ vào năm 2013. Tháng 9 năm 2013, ước tính có hơn 6 triệu lượt khách hàng đã tới mua sắm tại Sephora Champ Elysees ở Paris, Pháp.

## Giải thưởng
Năm 2010, trang Women's Wear Daily trao tặng Sephora giải nhà buôn bán lẻ mỹ phẩm tốt nhất của năm.

## Các vụ kiện
Ngày 18 tháng 11 năm 2014, bốn khách hàng đã đâm đơn kiện Sephora cáo buộc Sephora đã có hành động phân biệt đối xử vì đã vô hiệu hóa tài khoản mua sắm của một khách hàng Châu Á, cho rằng người này đã mua hàng tại Sephora theo lố và bán lại.
Ngày 1 tháng 1 năm 2014, Calvin McDonald thay thế David Suliteanu cho vị trí chủ tịch và CEO của Sephora Mỹ. Suliteanu được bổ nhiệm vị trí CEO cho thương hiệu Kendo - đến từ tập đoàn LVMH.
Năm 2016, Sephora ra mắt ứng dụng điện thoại mang tên Virtual Artist, cho phép người dùng chỉnh sửa các tính năng make up ảo, và trải nghiệm các màu sắc khác nhau trên mặt của mình từ nhiều sản phẩm.

## Hiện tại
Ngày 26 tháng 8 năm 2016, Sephora khai trương cửa hàng thứ 400 ở thị trường Bắc Mỹ ở Magnificient Mile ở Chicago. Đây là cửa hàng đầu tiên ở Chicago.
Ngày 31 thán 3 năm 2017, Sephora khai trương cửa hàng bán lẻ lớn nhất ở Bắc Mỹ, gần quảng trường Herald. Cửa hàng rộng xấp xỉ 11,380 mét vuông và bày bán hơn 13,000 sản phẩm. Đây là một tron 6 cửa hàng với hệ thống phục vụ tự động cũng như các linh kiện cần thiết, ở Bắc Mỹ bên cạnh các cửa hàng khác tọa lạc ở San Francisco, Boston, Chicago, Santa Clara Valley và Toronto.

## Các thương hiệu
Sephora trưng và bày bán hơn 100 thương hiệu mỹ phẩm bao gồm NARS, Make Up For Ever, Too Faced Cosmetics, Anastasia Beverly Hills, Urban Decay, Benefit Cosmetics, Amazing Cosmetics, First Aid Beauty, Lancome Cosmetics, Sunday Riley Skincare, philosophy, YSL Beauty by Yves Saint Laurent, Tatcha, Huda Beauty, Kat Von D và Bobbi Brown Cosmetics. Sephora cũng cho ra mắt dòng mỹ phẩm riêng của mình bao gồm trang điểm, chăm sóc da, phụ kiện làm đẹp và phụ kiện nói chung. Bao bì của sản phẩm được có biểu tượng lâu đời của Sephora trong màu mực đen.
Năm 2013, công ty cũng cho ra đời dòng sản phẩm nước hoa hợp tác với hai chị em sinh đôi Mary-Kate và Ashley Olsen, mang tên Elizabeth và James, cũng như dòng sản phẩm trang điểm hợp tác với Marc Jacobs.